# Элен, Маргрит
Маргрит Элен (нидерл. Margriet Ehlen; род. 28 сентября 1943, Херлен, провинция Лимбург) — нидерландская поэтесса и композитор.

## Биография
Училась композиции у Герарда Кокельманса (после безвременной смерти которого собирала и изучала его наследие) и пианизму у Барта Бермана. Окончила Маастрихтскую консерваторию как музыкальный педагог, преподавала в музыкальных училищах Маастрихта и Роттердама.
Лауреат нескольких литературных премий. Живёт в Лимбурге.

## Творчество
Основные музыкальные сочинения Элен — вокальные и, в меньшей степени, хоровые, обычно на тексты значительных нидерландских литераторов прошлого (Анна Бейнс) и настоящего (Геррит Ахтерберг), но иногда и на какие-то другие, таковы, в частности, её And send the rose to you: Десять песен для хора на стихи Эмили Дикинсон.